# András Törőcsik
András Törőcsik (ur. 1 maja 1955 w Budapeszcie, zm. 9 lipca 2022 tamże) – węgierski piłkarz występujący na pozycji pomocnika.

## Kariera klubowa
Törőcsik zawodową karierę rozpoczynał w 1974 roku w zespole Újpesti Dózsa. Jego barwy reprezentował przez 11 lat. W tym czasie wywalczył z nim 3 mistrzostwa Węgier (1975, 1978, 1979), 2 wicemistrzostwa Węgier (1977, 1980) oraz 3 Puchary Węgier (1975, 1982, 1983).
W 1985 roku wyjechał do Francji, by grać w tamtejszym Montpellier HSC z Division 2. Spędził tam rok. W 1987 roku trafił do kanadyjskiego North York Rockets. W 1988 roku wrócił na Węgry, gdzie został graczem klubu Volán FC. W 1989 roku grał dla zespołów MTK/VM Budapeszt oraz ponownie dla North York Rockets. W tym samym roku zakończył karierę.

## Kariera reprezentacyjna
W reprezentacji Węgier Törőcsik zadebiutował 13 października 1976 roku w wygranym 4:2 towarzyskim spotkaniu z Austrią. 9 lutego 1977 roku w przegranym 2:3 towarzyskim pojedynku z Peru strzelił pierwszego gola w zespole narodowym.
W 1978 roku został powołany do kadry na mistrzostwa świata. Zagrał na nich w meczach z Argentyną (1:2) i Francją (1:3). W spotkaniu z Argentyną otrzymał czerwoną kartkę. Z tamtego turnieju Węgry odpadły po fazie grupowej.
W 1982 roku Törőcsik znalazł się w zespole na mistrzostwa świata. Wystąpił na nich w pojedynkach z Salwadorem (10:1) i Belgią (1:1). Węgry natomiast ponownie zakończyły turniej na fazie grupowej. W latach 1976–1984 w drużynie narodowej Törőcsik rozegrał w sumie 45 spotkań i zdobył 12 bramek.